# Maria Pańków
Maria Pańków fue una deportista polaca que compitió en tiro con arco, en la modalidad de arco recurvo. Ganó dos medallas en el Campeonato Mundial de Tiro con Arco al Aire Libre de 1936, oro en la prueba por equipo y plata en individual.

## Palmarés internacional
| Campeonato Mundial al Aire Libre | Campeonato Mundial al Aire Libre | Campeonato Mundial al Aire Libre | Campeonato Mundial al Aire Libre |
| Año                              | Lugar                            | Medalla                          | Prueba                           |
| -------------------------------- | -------------------------------- | -------------------------------- | -------------------------------- |
| 1936                             | Praga (Checoslovaquia)           | Medalla de oro                   | Equipo                           |
| 1936                             | Praga (Checoslovaquia)           | Medalla de plata                 | individual                       |